# ستريمونيكو
ستريمونيكو (Στρυμώνικό) هي مدينة في سيرري في مقاطعة فوريا إلادا في اليونان.